# Paul Altheer
Paul Altheer (Wattwil, Sankt Gallen kanton, 1887. június 23. – Zürich, 1959. május 10.) svájci író.

## Élete
Apja Karl Robert gyógyszerész volt. 1913-ban vette el első feleségét, Elfriede Pauline Hedwig-et, második felesége (akit 1934-ben vett el) Ida Martha Rubli, Heinrich von Winterthur lánya volt. 1919-ig a Nebelspalters című lap szerkesztője volt, ezután különböző zürichi újságoknál dolgozott. 1924 és 1926 közt programigazgató, a Radio Zürich munkatársa volt. Ezután előbb Davosban, később Zürichben mint szabadúszó író tevékenykedett. Elsősorban humoros, szatirikus munkákat írt, írói álneve Martin Salander volt.

## Válogatott munkái
- Der geheime Wahlfonds (1914)
- Demokratie im Frack (versek, 1921)
- Firlefanz (versek, 1921)
- Am Ohr der Welt (regény, 1927)
- Die Flucht in den Harem (1927)
- Der Ermordete spekuliert (krimi, 1938)
- Legion der Rächer (krimi, 1942)
- Trojka (1956)